# Rue Adamoli
La rue Adamoli ou rue Pierre-Adamoli est une voie du quartier des pentes de la Croix-Rousse dans le 1er arrondissement de Lyon, en France. La rue rend hommage à  Pierre Adamoli (1707-1769), conseiller du roi, bibliophile et collectionneur français.

## Situation et accès
La rue constitue, de par son histoire l'un des éléments de la trame viaire constituée dans les années 1829-1831 à l'emplacement du couvent des Colinettes. Le réseau est constitué sur un vaste triangle compris entre la montée Saint-Sébastien à l'ouest, l'alignement constitué en montant depuis le bas de la pente jusqu'au sommet par la montée Coquillat, la rue Philibert-Delorme, la place Bellevue et la fin du boulevard de la Croix-Rousse et l'esplanade du Gros caillou, le tout au nord, et à l'est par la rue Magneval. La rue des Fantasques, plus basse est plus ancienne, et attestée dès 1680. Parallèlement au côté est, formé par la rue Magneval sont constituées les rues Bodin, Mottet-de-Gérando et Audran. Le tout entrecoupé perpendiculairement par les rues Adamoli et Grognard.
La rue Adamoli, a ainsi pour tenant est la rue des Fantasques et ouest, la rue Magneval. Elle est constituée, dans sa partie est, d'un replat, et dans sa partie ouest, d'escaliers.

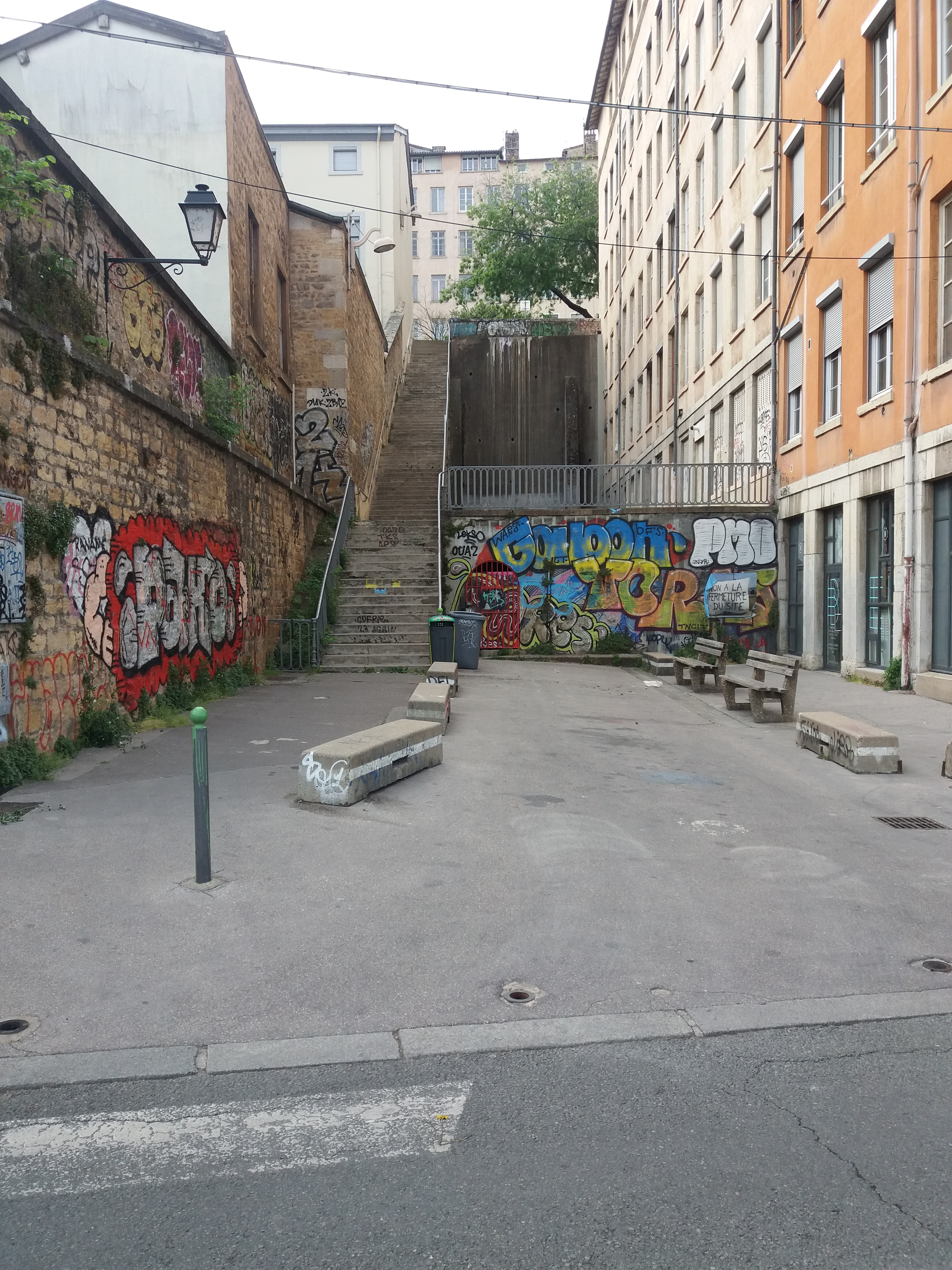
La rue Adamoli et ses escaliers depuis la rue des Fantasques, en 2019.
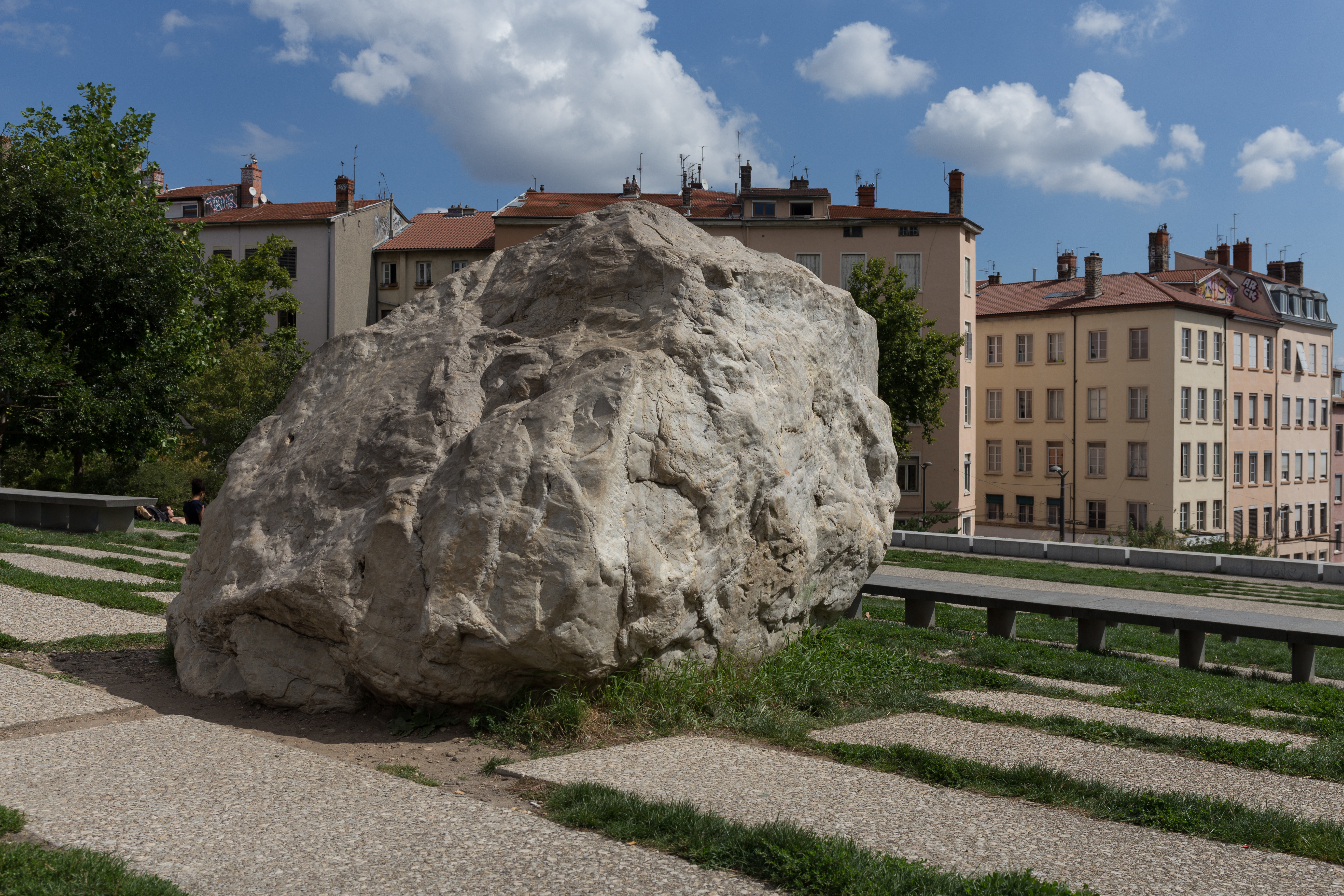
Le Gros Caillou à l'extrémité est du boulevard de la Croix-Rousse.
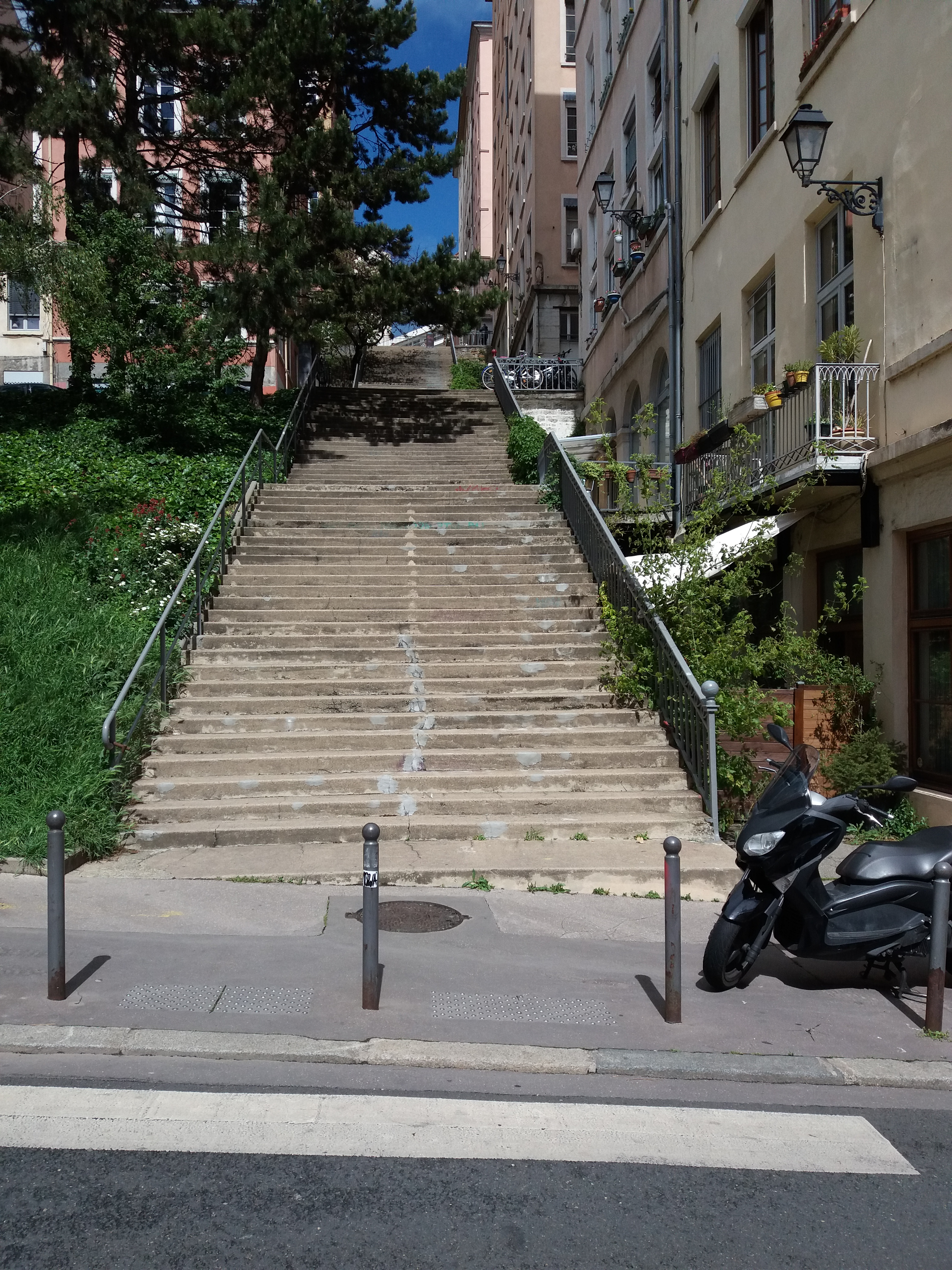
Les escaliers de la rue Grognard, depuis la rue Magneval.

L'avenue est desservie par le réseau de transports en commun de Lyon et notamment à l'arrêt Place Colbert de la ligne  .

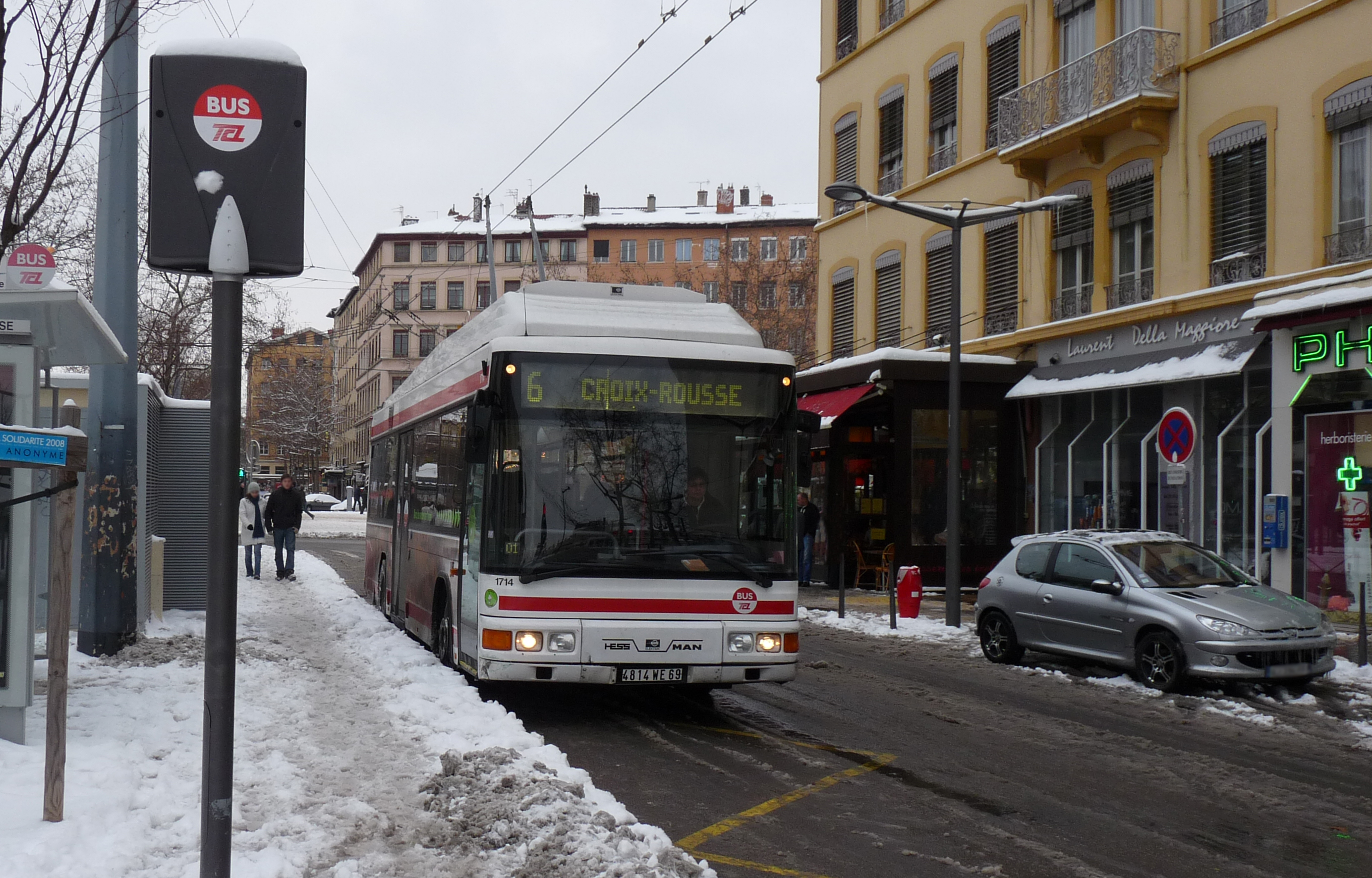
La ligne 6, ancien nom de la ligne S6, un jour de neige en 2010, ici à l'arrêt Croix-Rousse, en correspondance avec le métro. Le service s'apprête à descendre les pentes de la Croix-Rousse et se dirige vers la place Colbert.

## Origine du nom
La rue rend hommage au Lyonnais Pierre Adamoli (1707-1769), bibliophile, collectionneur et conseiller du roi, maître des ports et passages de Lyon. Il fait don de sa bibliothèque par acte de 1762 à l'académie de Lyon, qui compte 5 600 volumes, dont la majorité sont désormais conservés à la bibliothèque municipale de Lyon. Cette bibliothèque possède son histoire propre comme le précise Adolphe Vachet : déposée provisoirement dans les bâtiments « du Concert », elle atterrit à l'hôtel de ville et devient publique en 1777, puis en 1792 doit partir au collège des jésuites, aujourd'hui lycée Ampère mais la décision reste sans effet. Quittant toutefois l'édifice de pouvoir, elle atterrit dans des combles du palais Saint-Pierre, actuel musée des beaux arts de Lyon. En 1796, elle arrive finalement au collège ; toutefois, en 1800, l'académie la réclame et l'obtient en 1825.
Le nom d'Adamoli,,, ou Pierre-Adamoli est attribué à la voie par délibération du conseil municipal du 18 juin 1829.

## Historique
Dans l'élan qui provoque l'urbanisation des pentes de la Croix-Rousse en cette première moitié du XIXe siècle, les anciennes propriétés religieuses acquises à la Nation après la Révolution française sont revendues à divers particuliers. Ainsi, au dessus de la place Colbert, dans l'ancienne propriété des Bernardines sont percées les rues Diderot, Lemot et Desserve devenue de Sève ou plus rarement « Général-de-Sève », le tout relié par des escaliers financés par la ville pour s'adapter à la forte pente de la colline, servant à la fois de contrefort et avec l'aménagement de caniveaux latéraux, de canal de ruissellement des eaux pluviales. De même, dans l'ancien clos des Colinettes dont il reste l'imposant bâtiment religieux, transformé en caserne après la Révolution, puis devenu hôpital militaire Villemanzy en 1859 et aujourd'hui « résidence Villemanzy », divers particuliers cèdent des terrains, et c'est vers 1828-1829 que les rues projetées sont réalisées : parallèlement sont ouvertes du haut vers le bas suivant les courbes de niveau les rues Audran, Mottet-de-Gérando, Bodin du nom du banquier-lotisseur Jacques Bodin qui comptait parmi les propriétaires du sol et acquéreurs de l'enclos des Colinettes et Magneval. Afin de relier ces rues, on crée les rues en pente que sont les « montées » ou rues Adamoli et Grognard, le nom d'Adamoli étant attesté depuis 1829, les autres noms choisis ne sont pas en lien avec l'histoire même du lotissement.
La rue, de par sa position dans le sens de la pente, subit l'instabilité du terrain. Le terrain est si fragile que le 23 février 1963, la rue est éventrée par un effondrement et le 27 février, les locataires des rues Adamoli et Magneval sont évacués. On soupçonne que l'emploi d'explosifs pour le percement du tunnel de la Croix-Rousse à l'aplomb duquel est située la rue a fragilisé les galeries souterraines et la rue. De nouveau le 4 décembre 1963, l'instabilité du terrain rend indispensable un arrêt de péril du maire Louis Pradel : 29 ménages du numéro 1 de la rue Adamoli et 8 ménages et le concierge du numéro 16 de la rue Magneval sont évacués. Le maire souhaite alors faire raser les immeubles instables et les remplacer par des espaces verts arborés pour retenir le sol. Jean Pelletier évoque un épisode similaire, mais dans les années 1950 et évoque des immeubles menacés d'effondrement qui auraient été détruits et la rue élargie. Elle sert alors de parc de stationnement dans sa partie basse.
À la rubrique des faits divers en juillet 2016, la découverte dans une des caves de la rue Adamoli du corps d'un homme sans vie poignardé met les riverains dans la « stupeur et l'inquiétude ». C'est un passant qui aurait suivi des traces de sang depuis la rue Romarin jusqu'à la rue Adamoli qui a donné l'alerte ; dans la nuit qui suit la découverte du corps, un homme se présente au commissariat en s'accusant du meurtre, mais ses propos ne convainquent pas les enquêteurs.

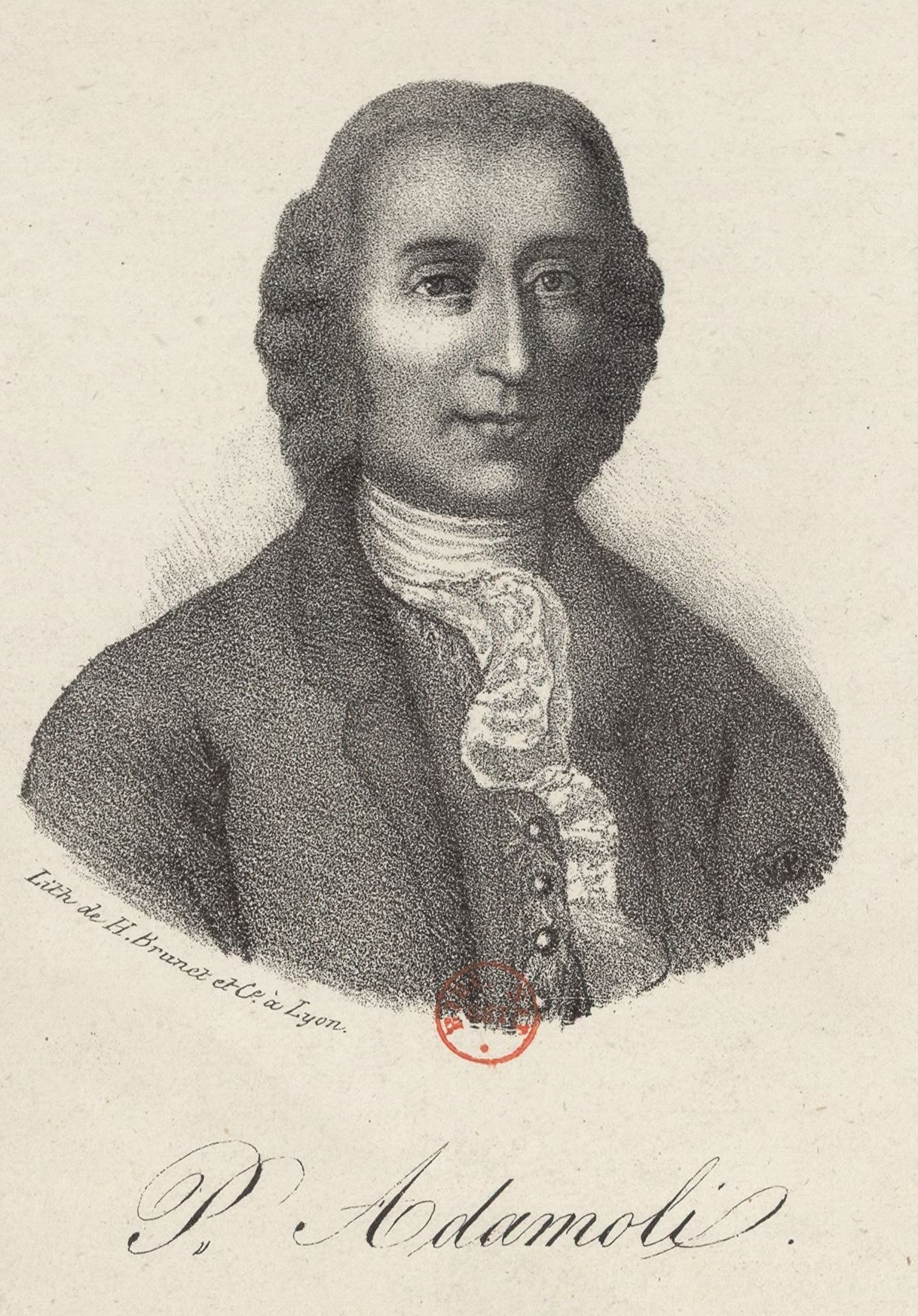
Pierre Adamoli (1707-1769)
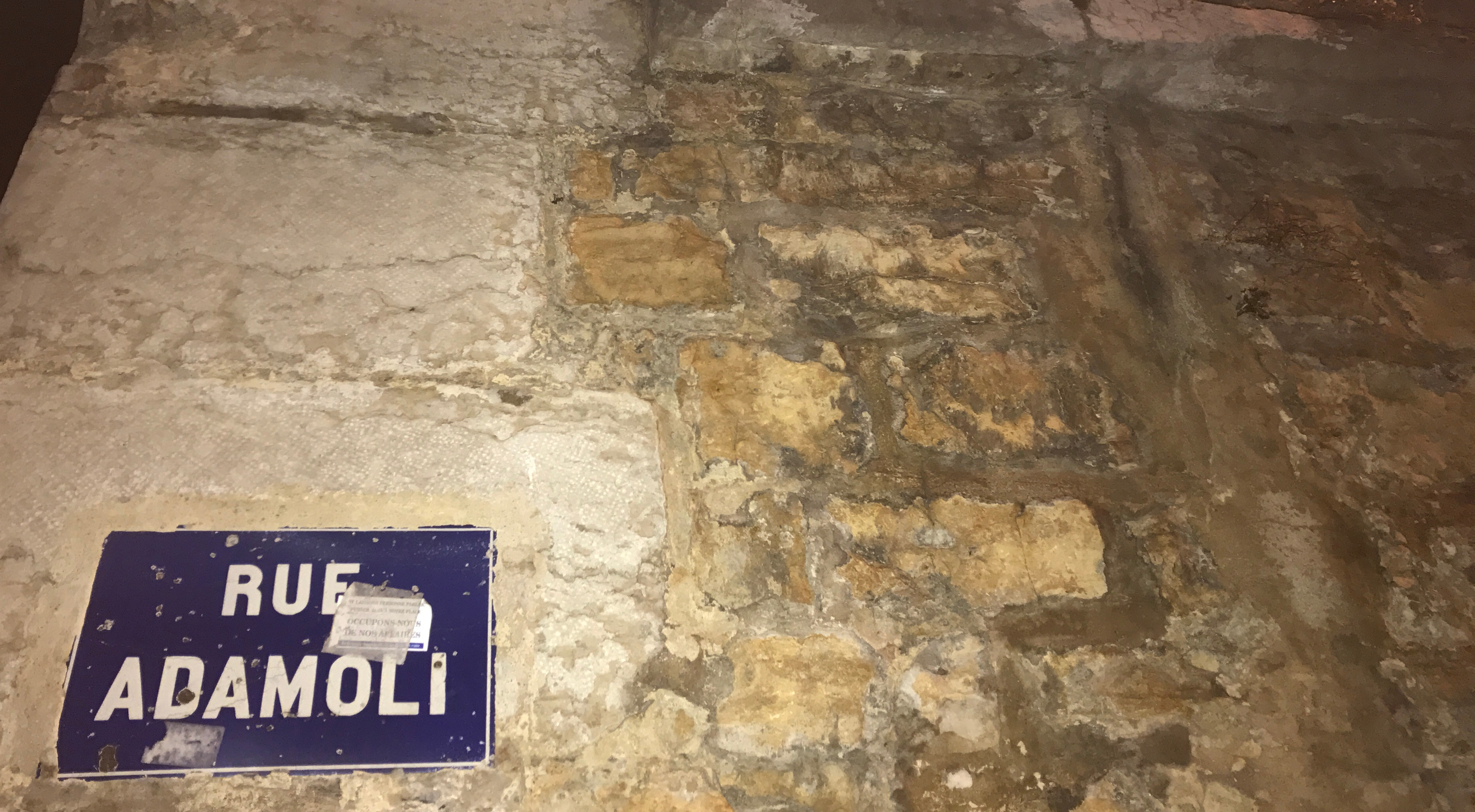
Plaque de rue de nuit, en 2017.
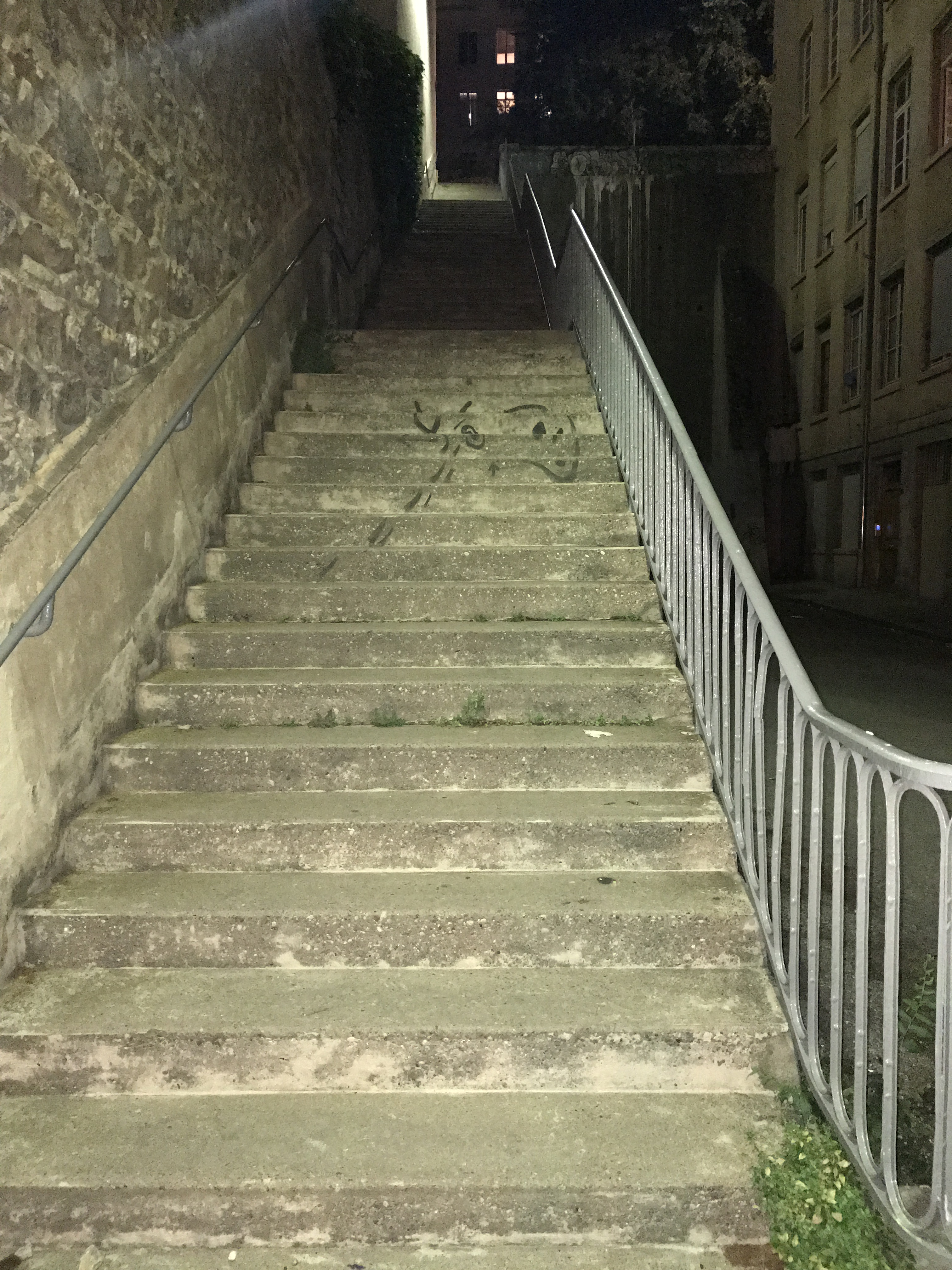
Les escaliers de nuit, en 2017.

## Bâtiments remarquables et lieux de mémoire
La rue comporte deux immeubles aux numéros 3 et 5 côté nord, ce dernier donnant également sur la rue des Fantasques. Au sud, un mur sépare la rue et les escaliers de l'ancien couvent des Colinettes en contre-haut, devenu caserne puis hôpital militaire Villemanzy, aujourd'hui « Résidence Villemanzy », une résidence hôtelière de court et moyen séjours.

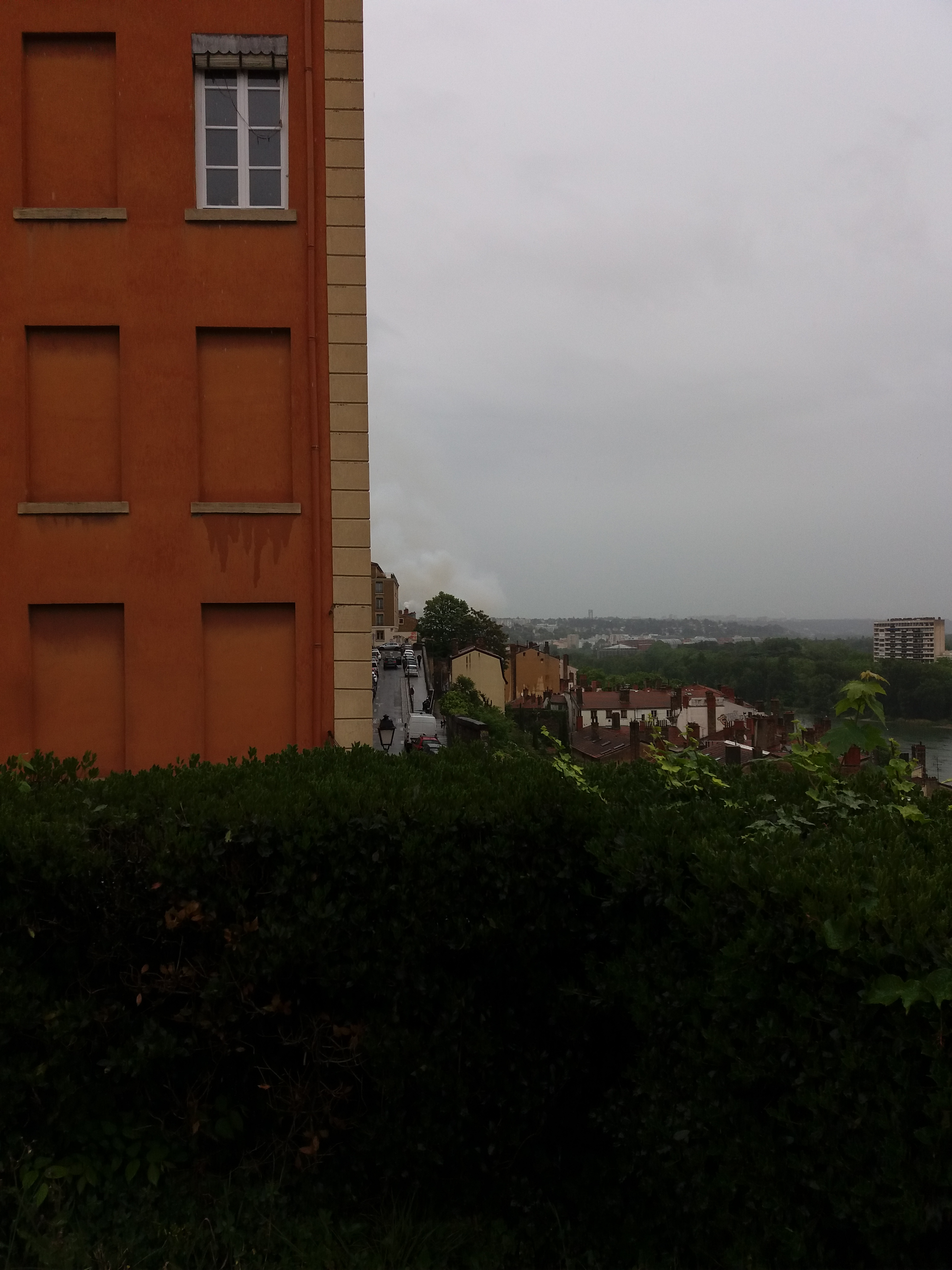
L'immeuble du numéro 5 de la rue Adamoli. Les fumées visibles à l'arrière-plan sont provoquées par l'incendie en cours d'un immeuble montée Bonafous des 30 avril et 1er mai 2020.
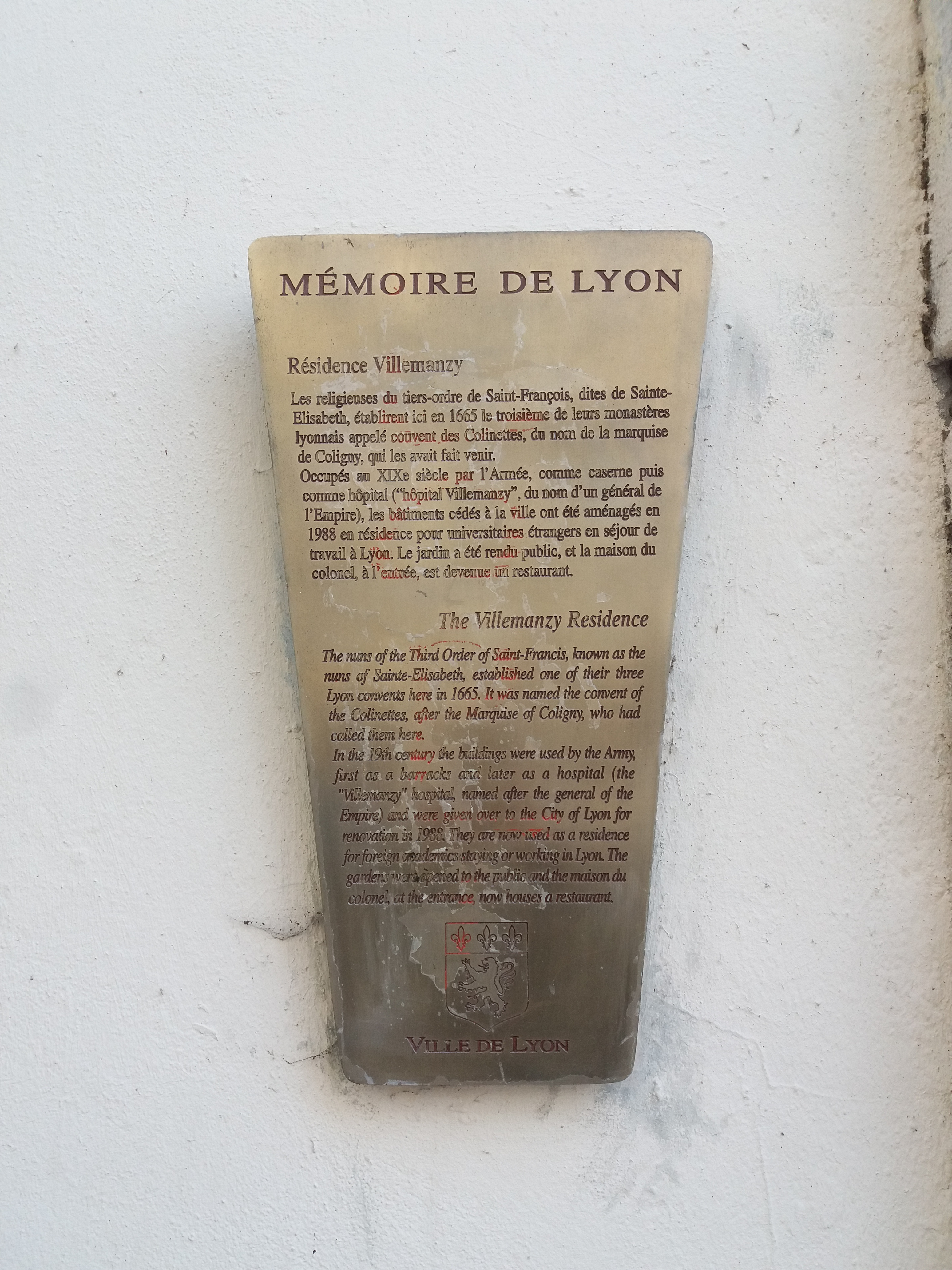
Plaque « Mémoire de Lyon » à propos de la « Résidence Villemanzy ».